# Dem Licht entgegen
Dem Licht entgegen ist ein deutscher Stummfilm in drei Akten von Georg Jacoby aus dem Jahr 1918. Er zählt zu den fragmentarisch erhaltenen Filmen des Regisseurs.

## Inhalt
Ein Soldat wird während des Kriegs in seinem Unterstand verschüttet. Grundwasser dringt ein und der Soldat, der sich nicht aus dem zerstörten Unterstand befreien kann, droht zu ertrinken. Zwei Soldaten kämpfen sich mit einem Rettungshund zu ihm vor und können ihn befreien. Der Hund Senta gehörte früher der reichen Verlobten des Soldaten, Ossi, die Senta dem Militär übergeben und zum Sanitätshund ausbilden lassen hatte.
Der Soldat leidet aufgrund seiner Erlebnisse unter einer Kriegsneurose, die ihn erblinden lässt. In einem Sanatorium hofft er auf baldige Genesung. Senta ist bei ihm, als er Ossi einen Brief schickt, in dem er sich wünscht, sie bald wiederzusehen. Ossi ist erfreut über die Nachricht von ihrem Verlobten und besucht ihn gemeinsam mit ihrem Vater. Als sie von seiner Blindheit erfährt, bestätigt sie, bei ihm bleiben und ihn „dem Licht entgegen“ führen zu wollen.
Der Soldat und Ossi kehren nach Hause zurück. Wenig später geschieht das Wunder: Der Soldat kann wieder sehen. Die letzte erhaltene Einstellung des Films zeigt Senta, den Sanitätshund.

## Produktion
Dem Licht entgegen wurde im Dezember 1917 gedreht. Bereits vor der Zensurentscheidung wurde der Film im Februar 1918 in Oldenburg (Oldb) gezeigt. Er wurde auch von Alexander von Falckenhausen in dessen Hauptquartier im damals besetzten Belgien vorgeführt. Seine Uraufführung soll er am 1. April 1918 in Berlin gehabt haben.
Anton Kaes schrieb, dass Dem Licht entgegen im Grunde ein Propagandafilm sei, da er eine daheimgebliebene Frau zeige, die die seelischen Wunden ihres aus dem Ersten Weltkrieg zurückkehrenden Mannes durch Loyalität und Verständnis heile.
Die Zensurentscheidungen der Filmprüfstelle Berlin zeigen, dass der Film eigentlich als Werbefilm für den Deutschen Verein für Sanitätshunde in Oldenburg konzipiert war. Der Film schließt laut erhaltenen Zensurentscheidungen mit dem Aufruf „Danket Gott für euer Augenlicht! Helft den armen erblindeten Soldaten! Gebt ihnen Führerhunde durch Spenden an den Verein der Sanitätshunde!“. Auch Kaes vermutete, dass weite Teile des Films das Training des Hundes Senta hin zu einem Sanitätshund zeigen.
Wegen einer möglichen „Phantasieüberreizung der Jugendlichen“ besonders in den Szenen, die den verschütteten Soldaten zeigen, wurde Dem Licht entgegen von der Filmzensur für Jugendliche verboten.